# لوك ويفر
لوك ويفر (بالإنجليزية: Luke Weaver)‏ هو لاعب كرة قدم بريطاني في مركز حراسة المرمى، ولد في 26 يونيو 1979 في Woolwich ‏ في المملكة المتحدة. لعب مع نادي سكاربورو ونادي سندرلاند ونادي كارلايل يونايتد ونادي ليتون أورينت ونورثامبتون تاون.

## وصلات خارجية
- لوك ويفر على موقع قاعدة بيانات كرة القدم.إي يو (الإنجليزية)
- لوك ويفر على موقع Soccerbase.com (لاعب) (الإنجليزية)